# كاميلا أندرسون
كميل اندرسون (بالإنجليزية: Camille Anderson)‏ مواليد 12 مارس عام 1977، في دالاس، تكساس، هي ممثلة أمريكية.

## الأعمال

### أفلام
- دبليو دبليو إي راو
- دارما

## روابط خارجية
- كاميلا أندرسون على موقع IMDb (الإنجليزية)
- كاميلا أندرسون على موقع ألو سيني (الفرنسية)
- كاميلا أندرسون على موقع أول موفي (الإنجليزية)
- كاميلا أندرسون على موقع قاعدة بيانات الفيلم (الإنجليزية)
- كاميلا أندرسون على موقع كينوبويسك (الروسية)